# Arthur Vichot
Arthur Vichot (Colombier-Fontaine, 26 november 1988) is een Frans voormalig wielrenner die laatstelijk voor B&B Hotels-Vital Concept p/b KTM uitkwam.
In 2008 werd Vichot tweede op het Franse kampioenschap op de weg bij de beloften en won hij een etappe in de GP Tell. Vanaf 2010 rijdt hij in de UCI ProTour. Hij werd bij de Tour Down Under, zijn eerste professionele race, door het publiek uitgekozen om als ster te worden behandeld (een traditie in de wedstrijd). In 2013 werd hij Frans kampioen bij de profs, een prestatie die hij drie jaar later herhaalde. Hij beëindigde zijn loopbaan in 2020 nadat hij niet goed herstelde na overtraind te zijn geweest.
Hij is een neef van Frédéric Vichot die in 1984 en 1985 een rit wist te winnen in de Ronde van Frankrijk

## Belangrijkste overwinningen
2008
2e etappe GP Tell
2010
2e etappe Parijs-Corrèze
2011
Jongerenklassement Ster van Bessèges
Classic Sud Ardèche
Ronde van de Doubs
2012
5e etappe Critérium du Dauphiné
2013
Eindklassement Ronde van de Haut-Var
 Frans kampioen op de weg, Elite
2014
8e etappe Parijs-Nice
2016
2e etappe Ronde van de Haut-Var
Eind- en puntenklassement Ronde van de Haut-Var
 Frans kampioen op de weg, Elite
2017
GP La Marseillaise
Eind- en puntenklassement Ronde van de Haut-Var
2018
3e etappe Ronde van de Ain
Eind- en puntenklassement Ronde van de Ain

## Resultaten in voornaamste wedstrijden
| Jaar | Ronde van Italië | Ronde van Frankrijk | Ronde van Spanje |
| ---- | ---------------- | ------------------- | ---------------- |
| 2010 |                  |                     | opgave           |
| 2011 |                  | 104e                |                  |
| 2012 |                  | 94e                 |                  |
| 2013 |                  | 66e                 |                  |
| 2014 |                  | opgave              |                  |
| 2015 |                  |                     |                  |
| 2016 |                  | 78e                 |                  |
| 2017 |                  | opgave              |                  |
| 2018 |                  | 41e                 |                  |

| Jaar | Milaan-San Remo | Parijs-Roubaix | Amstel Gold Race | Luik-Bast.‑Luik | Ronde van Lombardije | Waalse Pijl | Grote Prijs van Quebec |  | WK op de weg |  | Wereldranglijsten |
| ---- | --------------- | -------------- | ---------------- | --------------- | -------------------- | ----------- | ---------------------- |  | ------------ |  | ----------------- |
| 2010 |                 | opgave         |                  |                 |                      |             |                        |  |              |  |                   |
| 2011 |                 |                |                  |                 | opgave               |             |                        |  |              |  |                   |
| 2012 | 86e             |                | 41e              | 21e             | opgave               | 23e         | 16e                    |  | opgave       |  | 173e (UWT)        |
| 2013 | 41e             |                |                  | 40e             | opgave               | 18e         | ↑                      |  | 18e          |  | 76e (UWT)         |
| 2014 | opgave          |                |                  |                 |                      |             | opgave                 |  |              |  | 40e (UWT)         |
| 2015 |                 |                | 42e              | opgave          | opgave               | 88e         | 18e                    |  |              |  |                   |
| 2016 | 18e             |                | 19e              | opgave          |                      | 94e         |                        |  |              |  |                   |
| 2017 |                 |                | 14e              | 86e             |                      | 34e         |                        |  |              |  | 205e (UWT)        |
| 2018 |                 |                |                  |                 |                      |             | 7e                     |  |              |  |                   |

## Ploegen
2010 –  Française des Jeux
2011 –  FDJ
2012 –  FDJ-BigMat
2013 –  FDJ.fr 
2014 –  FDJ.fr
2015 –  FDJ
2016 –  FDJ
2017 –  FDJ
2018 –  Groupama-FDJ
2019 –  Vital Concept-B&B Hotels
2020 –  B&B Hotels-Vital Concept p/b KTM

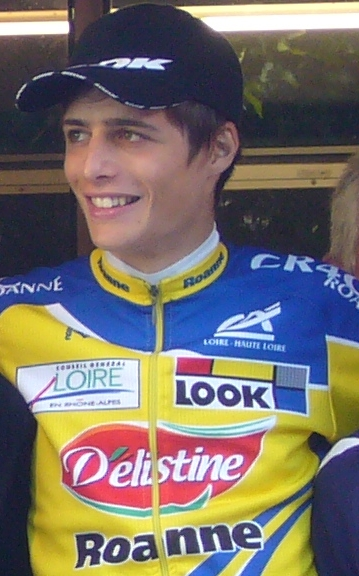
Arthur Vichot (2008)

1. ↑  Tot eind juni heette de ploeg FDJ, daarna werd de naam veranderd.